# Cormophyllum horridum
Cormophyllum horridum là một loài dương xỉ trong họ Cyatheaceae. Loài này được Newman mô tả khoa học đầu tiên năm 1854.
Danh pháp khoa học của loài này chưa được làm sáng tỏ. 